# Baktun
Un baktun (corect b'ak'tun) reprezintă 20 de cicluri katun din Calendarul mayaș pe termen lung. Un Baktun conține 144000 de zile, echivalentul a 394,25 ani tropicali. Perioada clasică a civilizației mayașe a avut loc în timpul baktunilor 8 și 9 ai ciclului calendaristic curent.
Baktunul curent (al 13-lea) se va încheia în data de 13.0.0.0.0 (adică pe 21 decembrie 2012 folosind corelația GMT). Acest lucru marchează, de asemenea, începutul baktunului 14.